# ليزلي ديفيز
ليزلي ديفيز (بالإنجليزية: Les Davies)‏ (29 أكتوبر 1984 بانغور المملكة المتحدة - ) هو لاعب كرة قدم بريطاني يلعب كمهاجم.

## روابط خارجية
- ليزلي ديفيز على موقع الاتحاد الأوربي (الإنجليزية)
- ليزلي ديفيز على موقع Soccerbase.com (لاعب) (الإنجليزية)
- ليزلي ديفيز على موقع عالم كرة القدم.نت (الإنجليزية)